# Genuflexiune (exercițiu sportiv)
În antrenamentele de forță, genuflexiunile reprezintă un tip de exercițiu care au ca scop principal antrenarea mușchilor coapselor, șoldurilor și feselor, ai cvadricepsului (vastus lateralus medialis și intermedius), ai popliteului, precum și întărirea oaselor, ligamentelor și a tendoanelor din partea inferioară a corpului. Genuflexiunile sunt considerate un exercițiu vital pentru dezvoltarea forței și pentru mărirea mușchilor picioarelor și ai feselor. Din punct de vedere izometric, partea de sus și cea de jos a spatelui, abdomenul, mușchii trunchiului, mușchii coastelor, ai umerilor și ai brațelor sunt zone esențiale care sunt întărite, prin genoflexiuni, de unii sportivi profesioniști.

## Efectul general al exercițiului
Genuflexiunile creează cele mai bune condiții pentru a obține puterea și masa musculară a întregului corp. Mai mult ca atât, genuflexiunile sunt folosite ca exercițiu pentru tonificare și de reabilitare. În timpul executării de Genuflexiunile, o parte semnificativă a sarcinii cade pe mușchii sinergici (cvadriceps, gluteus maximus, femurali). Acest lucru creează condiții pentru dezvoltarea avansată a mușchilor gluteului și creștere vizibilă taliei sportivilor.

### Genuflexiuni și vârstă
Genuflexiunile au un efect puternic asupra corpului uman. sportivii mai în vârstă trebuie să fie precauți. Pentru persoanele în vârstă este foarte important respectarea etapelor, pornind de la  încălzire, controlul frecvența exercițiului, precum și tehnicile de siguranță. Studiile efectuate au demonstrat că genuflexiunile efecuate de persoane vârstnice au beneficii similare pentru organism și tratamentul traumelor are loc aproximativ în același timp cu un curs de recuperare corect ales.

### Efect de reabilitare
Genuflexiunile sunt adesea folosite ca un exercițiu de tonificare, de reabilitare, care permite întărirea în mod eficient a mușchilot din întreaga partea inferioară a corpului. Studiile efectuate de Institutul American de Medicină Sportivă au arătat că genuflexiunile întăresc atât mușchii, cât și tendoanele genunchiului. Un alt avantaj al genuflexiunilor ține de implicarea articulațiilor șoldului, genunchiului și gleznei care trebuie să fie coordonată. 

### Riscuri de traumare
Nerespectarea măsurilor de siguranță, cum ar fi încălzirea insuficientă înainte de efectuarea exercițiului, tehnici necontrolate, în special cu o greutăți mari, devine un exercițiu periculos, care are un efect negativ asupra articulațiilor genunchiului și asupra coloanei vertebrale a sportivului/practicantului. Unele studii efectuate la mijlocul secolului a XX-lea indică, de asemenea, că genuflexiunile întind tendoanele genunchiului, Nerespectarea măsurilor de siguranță, cum ar fi încălzirea insuficientă înainte de efectuarea exercițiului, tehnici necontrolate, în special cu o greutăți mari, devine un exercițiu periculos, care are un efect negativ asupra articulațiilor genunchiului și asupra coloanei vertebrale a sportivului/practicantului. Unele studii efectuate la mijlocul secolului a XX-lea indică, de asemenea, că genuflexiunile întind tendoanele genunchiului, ca urmare, exercițiul, de exemplu, au fost exclus din programul de formare fizică a personalului militar al anumitor unități ale armatei americane.